# Abudefduf concolor
Abudefduf concolor és una espècie de peix de la família dels pomacèntrids i de l'ordre dels perciformes.

## Morfologia
Els mascles poden assolir els 19 cm de longitud total.

## Distribució geogràfica
Es troba des del Golf de Califòrnia fins al Perú, incloent-hi les Illes Galápagos.